# Thomas Frank

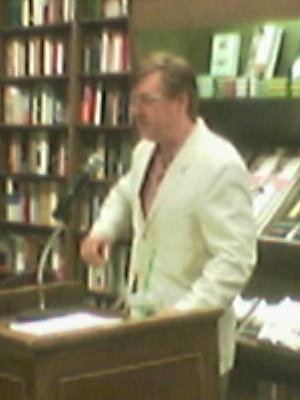
Thomas Frank

Thomas Frank (ur. 1965) – amerykański publicysta i historyk, współzałożyciel satyrycznego magazynu "The Baffler", publikuje również m.in. w "Harper's Magazine" i "Le monde diplomatique".

## Publikacje
- The Conquest of Cool (1997) ISBN 0-226-26012-7
- One Market Under God: Extreme Capitalism, Market Populism, and the End of Economic Democracy (2000) ISBN 0-385-49503-X
- New Consensus for Old: Cultural Studies from Left to Right (2002) ISBN 0-9717575-4-2
- What's the Matter with Kansas? (2004) ISBN 0-8050-7339-6
- The Wrecking Crew(2008)